# Velké Hoštice (železniční zastávka)

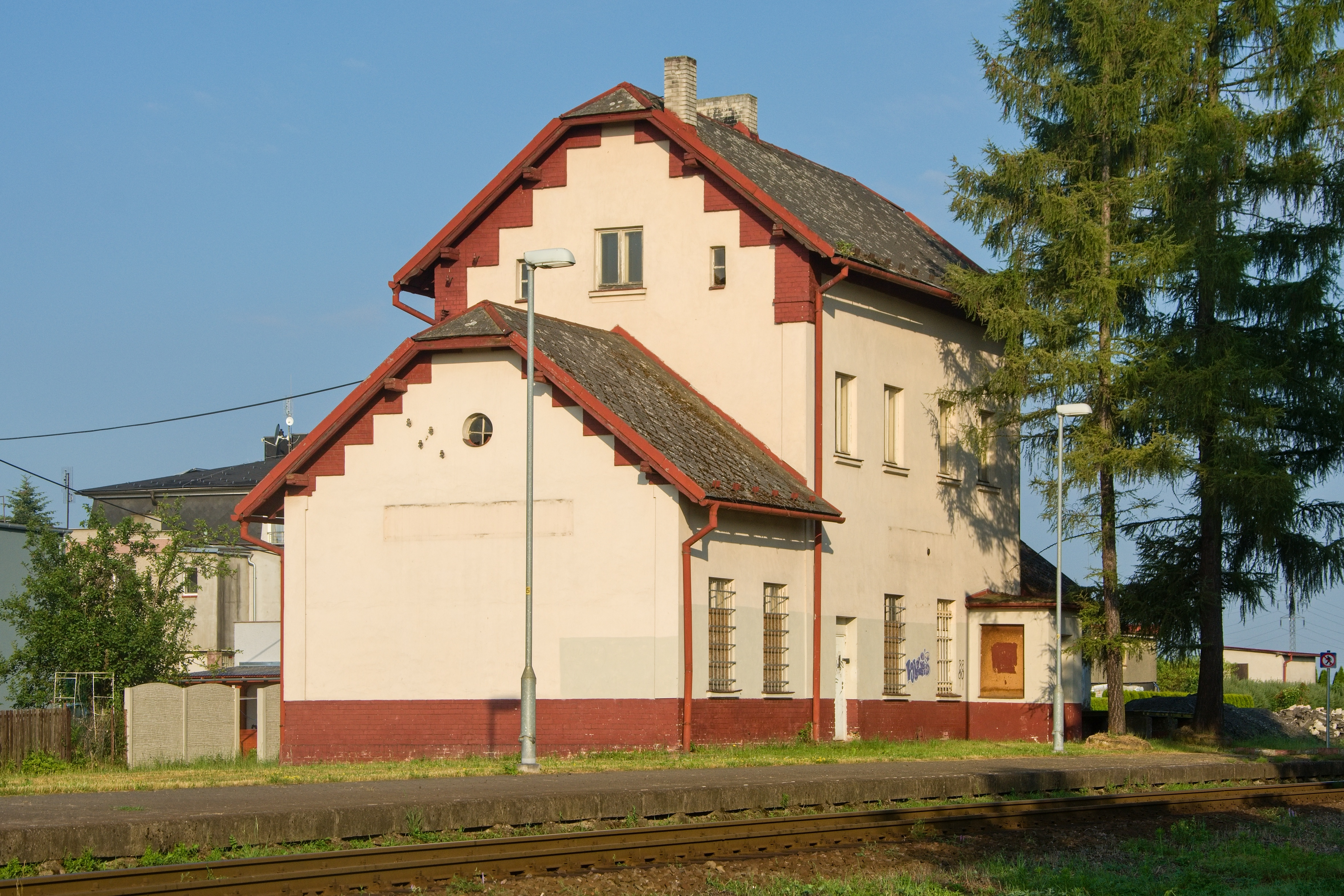
Původní budova, v roce 2023 již nevyužívaná

Velké Hoštice jsou železniční zastávka (dříve též nákladiště, krátkou dobu i železniční stanice), která se nachází v severozápadní části obce Velké Hoštice v okrese Opava. Leží v km 24,415 neelektrizované jednokolejné železniční trati Opava východ – Hlučín, mezi stanicemi Opava východ a Kravaře ve Slezsku.

## Historie

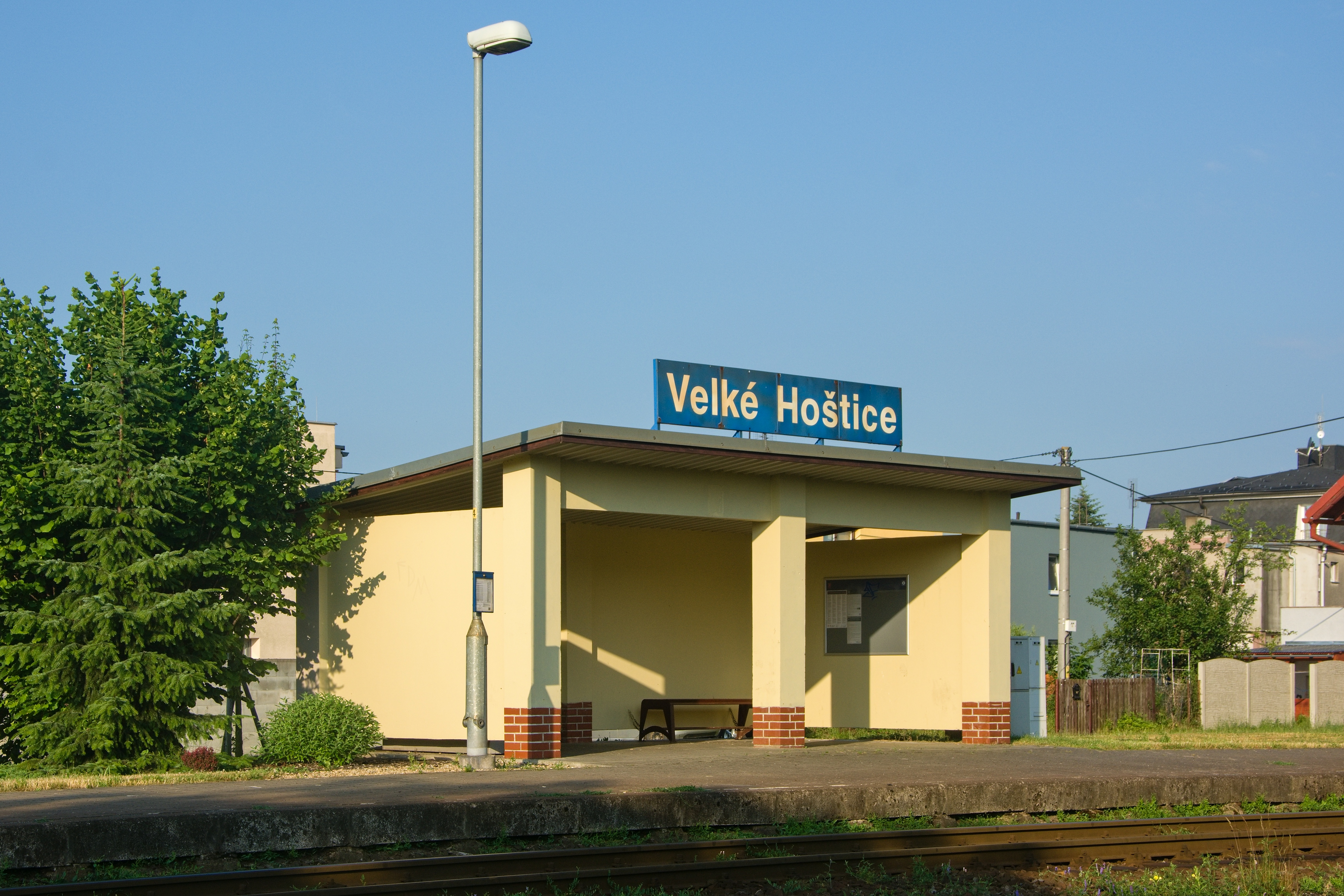
Přístřešek pro cestující

I když byla trať kolem Velkých Hoštic zprovozněna už v roce 1895, zastávka s nákladištěm – tehdy s názvem Gross Hoschütz – byla zprovozněna asi až v roce 1901. K dispozici zde byla manipulační kolej o délce 140 m. V souvislosti s výstavbou odbočné tratě Kravaře – Hlučín – Annaberg byla ještě před rokem 1940 zastávka a nákladiště přestavěna na stanici. Vedle hlavní koleje byla přidána ještě druhá dopravní kolej o délce 300 m. Stanice měla vjezdová návěstidla i předvěsti.
Po připojení Hlučínska k Československu v roce 1920 se začal používat český název Velké Hoštice. Československé státní dráhy začaly s racionalizací provozu, což vedlo k zastavení dopravní služby ve stanici ke dni 15. září 1923. Formálně se až do 3. ledna 1927 jednalo o stanici, pak již jen o zastávku s nákladištěm. V letech 1938–1945 se vrátil někdejší německý název Gross Hoschütz. Je možné že v té době, kdy byla trať ve správě Deutsche Reichsbahn, došlo i k obnovení dopravní služby.
Po skončení 2. světové války byl 28. října 1945 provoz na trati, a tedy i  zastávce a nákladišti obnoven a také byl navrácen český název Velké Hoštice. Kolejiště se zachovalo až do 90. let 20. století, kdy byly všechny odbočné koleje a výhybky sneseny, zůstala jen traťová kolej s nástupištěm a Velké Hoštice přestaly být nákladištěm.

## Popis zastávky
Zastávkou prochází traťová kolej, u které je zřízeno vnější nástupiště o délce 128 m s nástupní hranou ve výšce 300 mm nad temenem kolejnice.
V bezprostřední blízkosti zastávky se v km 24,342 nachází železniční přejezd P7866, kde trať kříží silnice III. třídy č. 0468 (Nádražní ulice). Přejezd je vybaven světelným zabezpečovacím zařízením se závorami.